# Aethopyga duyvenbodei
Aethopyga duyvenbodei là một loài chim trong họ Nectariniidae.